# Nerocila pulicatensis
Nerocila pulicatensis är en kräftdjursart som beskrevs av Jayadev Babu och Sanjeeva Raj 1980. Nerocila pulicatensis ingår i släktet Nerocila och familjen Cymothoidae. Inga underarter finns listade i Catalogue of Life.